# Quistinic
 Quistinic  (en bretón Kistinid) es una población y comuna francesa, situada en la región de Bretaña, departamento de Morbihan, en el distrito de Lorient y cantón de Plouay.

## Demografía
| 2072 | 1901 | 1608 | 1517 | 1412 | 1312 |
| Para los censos de 1962 a 1999 la población legal corresponde a la población sin duplicidades (Fuente: INSEE [Consultar]) |      |      |      |      |      |

## Pueblo de Poul-Fétan

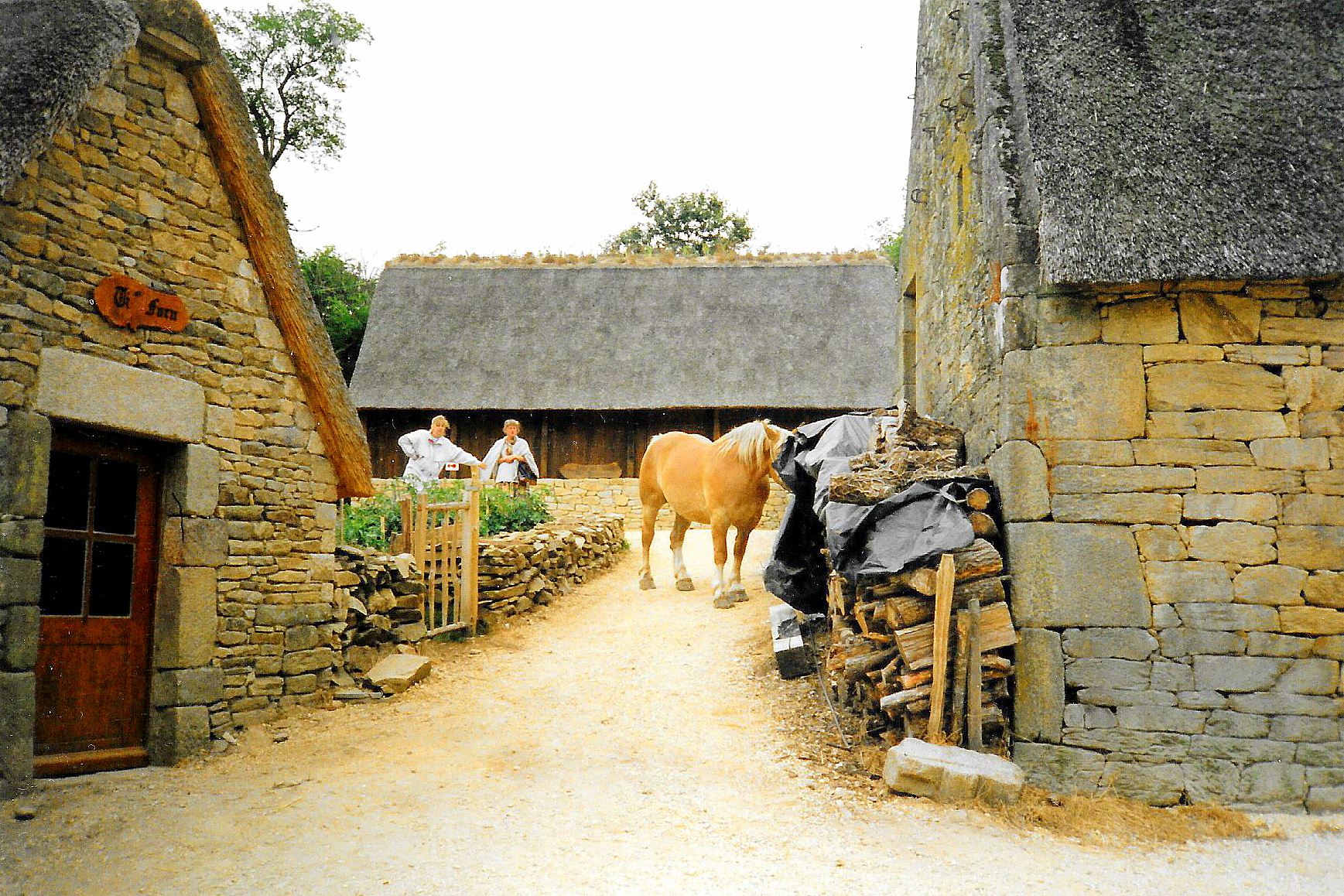
Poul-Fétan (Augusto 1994)

Poul-Fétan que significa etimológicamente «Lavadero de la fuente » (en francés : Lavoir de la fontaine) es un centro histórico ubicado dentro de Quistinic. Esta aldea del siglo XVI ha sido completamente restaurada con materiales tradicionales. Las casas están cubiertas de paja, bajamos al viejo lavadero y los contenedores de cáñamo. Se puede acceder al interior de los edificios. Los visitantes pueden visitar el alojamiento del escenario instalado en un "longère", y entrar en un interior de principios del siglo XX reconstituido, pero también pueden ver a los artesanos trabajando mostrando su know-how.